# Józef Franciszek Tomaszewski
Józef Franciszek Tomaszewski (ur. 9 kwietnia 1824 w Wętfiu, zm. 20 września 1899 w Bielawach) – wydawca, redaktor, działacz społeczny.

## Życiorys
Syn Jana, oficera napoleońskiego i nauczyciela oraz Agnieszki z domu Glińska. W Chełmnie i Poznaniu uczęszczał do gimnazjum, kończąc w Poznaniu seminarium nauczycielskie oraz uczył się w Ostrowie koło Wielunia i Ostrzeszowie. W Chełmnie od 1856 roku prowadził bursę. Własnym nakładem wydawał również „Niańkę. Pisemko dzieciom ku nauce i zabawie”. W Chełmnie był w latach 1870–1874 redaktorem odpowiedzialnym „Przyjaciela Ludu”, a od Ignacego Danielewskiego w 1872 roku kupił drukarnię i wydawał w latach 1873–1880 swój „Polski Kalendarz Katolicki dla Kochanych Wiarusów”. Na Pomorzu był do roku 1880 uczestnikiem wielu akcji patriotycznych i katolickich i za co był szykanowany. Był skazany na 8 lat więzienia w twierdzy, a drukarnię i wydawnictwo w okresie odsiadywania wyroku prowadziła jego żona, Teresa z Chrzanowskich. W 1880 roku przeniósł się do Poznania, a zmusiły go do tego rujnujące procesy i grzywny. Do Poznania sprowadził również drukarnię, którą umieścił w oficynie domu przy ul. Berlińskiej 5 i w której kontynuował wydawanie „Przyjaciela Ludu” i „Kalendarza”. Publikował powieści i kalendarze, które były popularnymi książkami dla szerokiego kręgu odbiorców, a przede wszystkim z zakresu historii, rolnictwa i literatury pięknej, żywoty świętych, mowy pogrzebowe, kazania, prace naukowe oraz druki okolicznościowe. Działał także w Poznaniu w organizacjach katolickich, komitetach wyborczych, Towarzystwie Pomocy Naukowej, Deputacji Ubogich i innych. Drukarnię przekazał około 1895 roku synowi Stanisławowi, a sam przeniósł się na wieś do syna Kazimierza, który był administratorem dóbr Chłapowskich. 
Zmarł w Bielawach 20 września 1899 roku. Pozostawił dzieci: Walerego, Stanisława, Kazimierza, Władysława, Jana, Marię, Jadwigę i Helenę.